# Norbert Berens

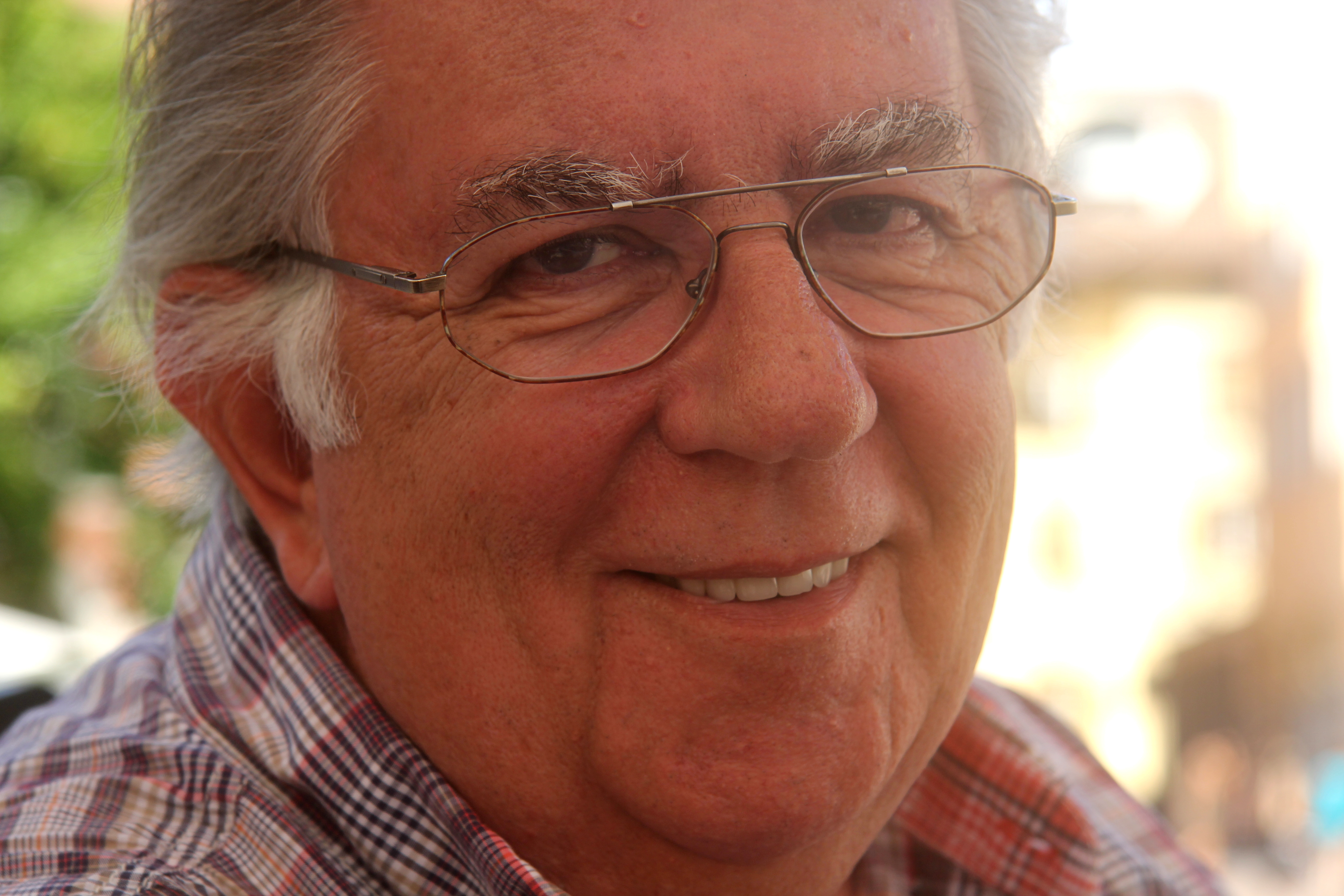
Norbert Berens (2012)

Norbert Mario Berens (* 29. Mai 1948 in Luxemburg, Großherzogtum Luxemburg) ist ein luxemburgischer Lehrer, Bildungsfunktionär und Autor.

## Leben
Nach der Grundschule auf Limpertsberg und dem Abitur am Lycée de garçons de Luxembourg schloss er sein Studium am Pädagogischen Institut in Walferdingen ab.
Anschließend war er in Grundschulen der Stadt Luxemburg als Lehrer tätig und unterstützte in seiner Freizeit ehrenamtlich die in dem Erziehungsheim Dreiborn inhaftierten Jugendlichen in ihrer schulischen und beruflichen Ausbildung. Er wurde in den dem Jugendrichter unterstellten Jugendschutz delegiert und arbeitete als Bewährungshelfer.
Ab Mitte der 1970er Jahre bot er in seiner Grundschulklasse als Alternative zum Religionsunterricht einen religionsneutralen Ethikunterricht an. In Luxemburg waren damals 98 % der Bevölkerung getaufte Katholiken. Diese Neuerung wurde ermöglicht durch den Artikel 23 des Schulgesetzes vom 10. August 1912, der den Gemeindeautoritäten die Möglichkeit bot, im Einverständnis mit der Regierung ein zusätzliches Schulfach einzuführen, wenn dies die lokalen Gegebenheiten erforderten.

## Leistungen
Die politisch Verantwortlichen der Gemeinde Luxemburg entschieden sich, dieses neue Fach in der ganzen Stadt anzubieten. Danach verbreitete sich der religionsneutrale Ethik-Unterricht nach und nach im ganzen Land. 1998 wurde durch ein Gesetz der religionsneutrale Ethik-Unterricht, Moral- und Sozialunterricht genannt, offiziell als reguläres Fach und als Alternative zum Religionsunterricht in den Luxemburger Grundschulen (damals 1. bis 9. Klasse) eingeführt.
Vom Schuljahr 1981/1982 bis 1992/1993 arbeitete Norbert Berens für den Schuldienst der Stadt Luxemburg. In seinen Zuständigkeitsbereich gehörten u. a.:
- die Einführung der Informatik und der Aufbau des computergestützten Unterrichts in den Grundschulen, was auch ab 1982/1983 in großem Stil erfolgte;
- der Ausbau der Lehrer-Fort- und -Weiterbildung;
- die Fortentwicklung des kulturellen Angebots in den Schulen;
- der Aufbau eines zentral organisierten, religionsneutralen Ethik-Unterrichts, der nach einigen Wirrungen die Bezeichnung Moral- und Sozialunterricht – Éducation morale et sociale erhielt.

1988 war Norbert Berens Gründungsmitglied des Institut européen de développement des potentialités de tous les enfants (IEDPE) – Europäisches Institut zur Förderung der Potenzialitäten aller Kinder – mit Sitz in Paris, einem internationalen Institut, das mit Unterstützung der Europäischen Kommission und vieler Länder Europas seine Arbeit verrichtete. Von 1988 bis 1994 war er Mitglied des Verwaltungsrates und leistete seinen Beitrag auf den Gebieten der Forschung, der Innovation und der Fort- und Weiterbildung des IEDPE.
Ab 1989 leitete er in Luxemburg eine nationale Arbeitsgruppe, die den Auftrag hatte, didaktisches Material für den religionsneutralen Ethik-Unterricht auszuarbeiten. 1992 quittierte er seinen Posten beim Schuldienst der Stadt Luxemburg und wechselte ins Unterrichtsministerium.
Von 1991 bis 2006 bot er Kurse über die Pädagogik der Ethik an; er bekam einen Ruf an die Pädagogische Hochschule und dann an die Fakultät III der Universität Luxemburg an, wo die Pädagogik des religionsneutralen Ethik-Unterrichts zum Pflichtfach geworden war.
Neben regelmäßigen Beiträgen in der Tageszeitung Lëtzebuerger Journal und gesprochenen Kommentaren bei RTL Radio Lëtzebuerg moderierte er auch während mehrerer Jahre die wöchentliche Kindersendung Diabolo bei demselben Sender.

## Werke
Roman
- Die Affäre, Roman. 1982. Éditions John Schmit, L-Capellen
- Der Fluch der Barranäer, Politthriller, 2015, E-Book, Kindle Edition
- Der Fluch der Barranäer, Politthriller, 2015, Amazon CreateSpace Edition, ISBN 1-5123-1558-3

Märchen
- Der Lehrer, der in einem Buch wohnte. Märchen, 2012, E-Book, Kindle Edition

Schulmaterial, Sachtexte
- Die protestantischen Kirchen sowie weitere Religionen und Ansichten, 1989, Mémorial 1989, Éditions mosellanes, Luxemburg.
- Fascinum et terrificium, Sekten und Religionen, 1990, Luxemburger Revue (L)
- Ich, Moral- und Sozialunterricht, in Zusammenarbeit mit Gaby Feiereisen-May, Michel Grevis, Marguerite Koob, Madeleine Weisgerber, Nathalie Zahles, 1994, Unterrichtsministerium, Luxemburg
- Du, Moral- und Sozialunterricht, idem, 1997
- Freundschaft – Feindschaft, Moral- und Sozialunterricht, idem, 1997
- Sexualität, Moral- und Sozialunterricht, idem, 1997
- Familie, Moral- und Sozialunterricht, idem, 1998
- Die Welt als Lebensraum, Moral- und Sozialunterricht, idem, 1998
- Umfeld: Freizeit – Schule, Moral- und Sozialunterricht, idem, 1998
- Gesetze – Spielregeln, Moral- und Sozialunterricht, idem, 1998
- Massenmedien, Moral- und Sozialunterricht, idem, 2000
- So bin ich, in Zusammenarbeit mit Marguerite Koob, 2000, Ludwig Auer Verlag, Donauwörth, ISBN 3-403-03169-1
- Das bist du, in Zusammenarbeit mit Marguerite Koob, 2000, Ludwig Auer Verlag, Donauwörth, ISBN 3-403-03170-5
- Mädchen und Jungen, in Zusammenarbeit mit Marguerite Koob, 2001, Ludwig Auer Verlag, Donauwörth, ISBN 3-403-03171-3
- Freunde – Gegner – Feinde, in Zusammenarbeit mit Marguerite Koob, 2000, Ludwig Auer Verlag, Donauwörth, ISBN 3-403-03172-1
- Kleine Philosophen – Große Denker. Philosophieren mit Kindern in der Grundschule, in Zusammenarbeit mit Marguerite Koob, 2006, Ludwig Auer Verlag, Donauwörth, ISBN 3-403-04125-5
- Das kleine Werte-Lexikon, 2011, Brigg Pädagogik Verlag, Augsburg, ISBN 3-87101-637-3
- Der Ethik-Unterricht, 2011, Brigg Pädagogik Verlag, Augsburg, ISBN 3-87101-282-3
- Textsammlung Ethik, Anthologie mit Kurzgeschichte für den Sekundarunterricht, 2011, Brigg Pädagogik Verlag, Augsburg, ISBN 3-87101-729-9
- Zueinander finden – miteinander arbeiten, in Zusammenarbeit mit Marguerite Koob, 2012, Ludwig Auer Verlag, Donauwörth, ISBN 3-403-06824-2
- Mit Konflikten umgehen, in Zusammenarbeit mit Marguerite Koob, 2012, Ludwig Auer Verlag, Donauwörth, ISBN 3-403-06830-7
- Rhythmen, Rituale und Ordnungen schätzen, in Zusammenarbeit mit Marguerite Koob, 2012, Ludwig Auer Verlag, Donauwörth, ISBN 3-403-06822-6
- Kultur in ihrer Vielfalt entdecken und achten, in Zusammenarbeit mit Marguerite Koob, 2012, Ludwig Auer Verlag, Donauwörth, ISBN 3-403-06825-0
- Frei sein und Verantwortung übernehmen, in Zusammenarbeit mit Marguerite Koob, 2012, Ludwig Auer Verlag, Donauwörth, ISBN 3-403-06828-5
- Miteinander leben – mit Gefühlen umgehen, in Zusammenarbeit mit Marguerite Koob, 2012, Ludwig Auer Verlag, Donauwörth, ISBN 3-403-06821-8
- Mit Erfolg und Versagen umgehen – Wünsche haben, in Zusammenarbeit mit Marguerite Koob, 2013, Ludwig Auer Verlag, Donauwörth, ISBN 3-403-06829-3
- Umwelt schützen, in Zusammenarbeit mit Marguerite Koob, 2013, Ludwig Auer Verlag, Donauwörth, ISBN 3-403-06826-9
- Staunen lernen und Achtung empfinden, in Zusammenarbeit mit Marguerite Koob, 2013, Ludwig Auer Verlag, Donauwörth, ISBN 3-403-06823-4
- Über Leben und Tod nachdenken, in Zusammenarbeit mit Marguerite Koob, 2013, Ludwig Auer Verlag, Donauwörth, ISBN 3-403-06827-7